# Eduardo Eurnekian

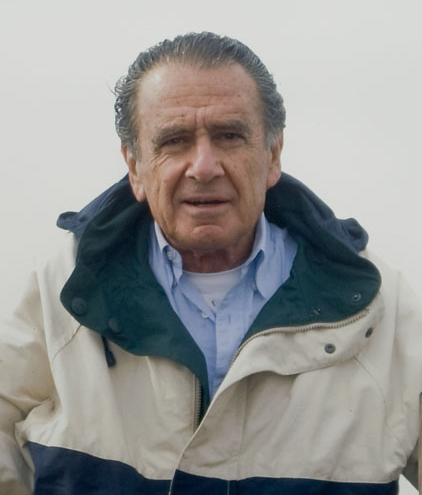
Eduardo Eurnekian

Eduardo Eurnekian (* 4. Dezember 1932 in Buenos Aires) ist ein argentinischer Unternehmer.
Seine armenischstämmige Familie besaß ein Textilunternehmen, das unter anderem Puma belieferte, welches jedoch nach José Alfredo Martínez de Hoz’ Deregulierungen 1981 in die Krise geriet. 1988 übernahm Eurnekian den Kabelfernsehbetreiber Cablevisión S.A. 1994 und 1997 verkaufte er 51 % bzw. 49 % des Unternehmens für insgesamt 670 Mio. US-Dollar.
1998 gewann ein Konsortium unter Führung Eurnekians für 30 Jahre die Konzession, die 33 wichtigsten Flughäfen Argentiniens betreiben zu dürfen. Am 17. Dezember 2001 unterzeichnete er außerdem eine Vereinbarung mit der armenischen Regierung über eine Konzession für den Flughafen Jerewan über 50 Jahre zu erhalten. Er beteiligte sich an der Finanzierung des Neubaus der Kathedrale des Heiligen Gregor des Erleuchters in Jerewan, die 2001 fertiggestellt wurde.
Heute gehören zu Eurnekians Corporación América insgesamt 53 Flughäfen, die Autobahnbetreiber Helport, Autovía del Mar und Caminos del Paraná, ein Mineralölunternehmen, eine Biodiesel-Anlage und mehrere landwirtschaftliche Projekte. Außerdem plant sein Unternehmen den Aconcagua-Basistunnel im Rahmen des Bioceánico Aconcagua-Projekts.